# غلين بديرسن
غلين بديرسن (بالألمانية: Glynn Pedersen) (و. 1981  م) هو متزلج قفز من كندا، والمملكة المتحدة، ولد في ثاندر باي، أونتاريو، شارك في الألعاب الأولمبية الشتوية 2002.

## روابط خارجية
- غلين بديرسن على موقع الاتحاد الدولي للتزلج (القفز التزلجي) (الإنجليزية)
- غلين بديرسن على موقع اللجنة الأولمبية الدولية (الإنجليزية)
- غلين بديرسن على موقع أوليمبيديا (الإنجليزية)
- غلين بديرسن على موقع اللجنة الأولمبية البريطانية (الإنجليزية)